# 고로쇠나무
고로쇠나무(Acer pictum subsp. mono)는 낙엽이 지는 무환자나무과의 큰 활엽교목으로서, 높이는 20m에 이른다.잎은 마주나며, 크고 얕게 갈라져 거의 오각형에 가까운 손바닥 모양을 하고 있는데, 각각의 잎조각들은 삼각형을 하고 있다. 잎조각들의 가장자리는 톱니가 없이 매끈하다. 꽃은 4~5월에 새 가지 끝의 산방꽃차례에 피며, 노란빛이 돈다. 양성화와 수술만 있는 수꽃이 섞여 잎보다 먼저 피어난다. 열매는 큰 시과로, 예각으로 벌어진다. 주로 산지의 숲 속에 많으며, 충청북도를 제외한 한국 각지에 분포하고 있다. 수액을 받아서 음료로 마시거나 농축시켜서 시럽으로 만들어 먹는다. 목재는 장식용구와 가구재로 사용한다.
일반적으로 인공림은 소수의 나무에서 증식된 묘목으로 조성되기 때문에 천연림과 비교하여 유전다양성이 낮고 우수한 유전자가 부족할 가능성이 높다고 알려져 있다. 그러나 산림청 국립산림과학원은 고로쇠나무 인공림과 천연림의 유전자 차이가 거의 없어 매우 유사할 뿐만 아니라 인공림도 천연림만큼 우수하다는 것을 밝혔다. 인공림은 천연림에 비해 접근성이 좋고, 집약적인 관리가 가능해 생산성이 높다. 따라서 수액 채취를 위해 조성된 고로쇠나무 인공림들은 고로쇠나무 자원의 활용 및 보존에 이용될 수 있을 것으로 기대된다.

## 어원
도선국사가 좌선을 마치고 일어서는데 무릎이 펴지지 않았다. 그래서 근처 나무가지를 잡았는데 그 나무가지가 부러져 넘어지고 말았다. 그 부러진 나뭇가지에서 수액이 떨어지는 것을 보고 받아 마시니 무릎이 펴지고 원기가 회복되었다고 한다. 그래서 이 나무를 뼈에 유익한 나무라는 뜻으로 골리수(骨利樹)라고 부르기 시작하였다.

## 참고 자료
- 한반도 생물자원 포털
- 이 문서에는 다음커뮤니케이션(현 카카오)에서 GFDL 또는 CC-SA 라이선스로 배포한 글로벌 세계대백과사전의 내용을 기초로 작성된 글이 포함되어 있습니다.